# Roman Karwacki
Roman Karwacki (ur. 31 maja 1945 w Rudnie) – polski duchowny katolicki, teolog, doktor habilitowany nauk teologicznych, profesor nadzwyczajny Uniwersytet Kardynała Stefana Wyszyńskiego w Warszawie.

## Życiorys
W latach 1963–1969 odbył studia filozoficzno-teologiczne w Wyższym Seminarium Duchownym w Siedlcach. Święcenia kapłańskie przyjął 31 maja 1969. W latach 1970–1973 studiował na Wydziale Teologicznym Akademii Teologii Katolickiej w Warszawie (ATK). Ukończył je uzyskaniem tytułu magistra po obronie pracy pt. Zagadnienie kapłaństwa w „Symbolice” J.A. Möhlera. W 1980 uzyskał w ATK stopień naukowy doktora nauk teologicznych na podstawie rozprawy pt. Duch Święty w teologii Jana Adama Möhlera. W 2000 w UKSW otrzymał stopień doktora habilitowanego teologii na podstawie dorobku naukowego oraz rozprawy pt. Communicatio Spiritus Sancti. Pneumatologiczna interpretacja Kościoła jako Communio według dokumentów dialogu katolicko-luterańskiego na forum światowym. Od 2001 jest profesorem nadzwyczajnym na Wydziale Teologicznym UKSW.

## Odznaczenia
W 2009 został odznaczony Srebrnym Krzyżem Zasługi.

## Wybrane publikacje
- Communicatio spiritus sancti. Pneumatologiczna interpretacja Kościoła jako Communio według dokumentów dialogu katolicko-luterańskiego na forum światowym, Siedlce: Kuria Diecezjalna Siedlecka, 1999.
- Uzgodnienia w podstawowych prawdach dotyczących nauki o usprawiedliwieniu - podpisanie Wspólnej Deklaracji w sprawie nauki o usprawiedliwieniu, 31 października 1999 roku w Augsburgu, Siedlce : Kuria Diecezjalna Siedlecka, 2000[4].